# Offenlegung (Marktdisziplin)
Die Pflicht zur Offenlegung der Eigenmittel aus Gründen der Marktdisziplin ist ein Instrument der europäischen Bankenaufsicht. Als sog. 3. Säule von Basel II ist das Ziel eine Stärkung der Marktdisziplin durch umfangreiche Veröffentlichungspflichten, um den Marktteilnehmern einen besseren Einblick in das Risikoprofil und die Angemessenheit der Eigenkapitalausstattung einer Bank zu ermöglichen.
Die Offenlegungspflichten sind zu unterscheiden von den Meldepflichten gegenüber Aufsichtsbehörden.

## Geschichte
Seit dem Basler Konsultationspapier von 1999 bzw. der überarbeiteten Basler Rahmenvereinbarung vom Juni 2004 (Basel II) wird zur Stärkung der Marktdisziplin die Offenlegung für Kreditinstitute auf europäischer Ebene vorgeschrieben. Für deutsche Kreditinstitute verbindlich geregelt ist die Offenlegung seit Inkrafttreten der Solvabilitätsverordnung (SolvV) am 1. Januar 2007. Die entsprechenden Vorschriften (§§ 319 bis 337 SolvV) wurden mit Wirkung zum 1. Januar 2014 durch Teil 8 (Art. 431–451) der Verordnung (EU) Nr. 575/2013 (Kapitaladäquanzverordnung) (englische Abkürzung CRR) abgelöst.

### Marktdisziplin
Bereits mit der Basler Rahmenvereinbarung wurde das Ziel verfolgt, durch die Offenlegung – die sogenannte „dritte Säule“ – die Vorschriften zu den Eigenkapitalanforderungen (Säule I) und den aufsichtlichen Überprüfungsprozessen (Säule II) für Institute zu ergänzen. Der Basler Ausschuss für Bankenaufsicht beabsichtigte, die Marktdisziplin zu erhöhen, indem den Kreditinstituten eine Reihe von Offenlegungsanforderungen (englisch disclosure requirements) vorgegeben wurden, „die es den Marktteilnehmern gestatten, Kerninformationen über den Anwendungsbereich, das Eigenkapital, die Risikopositionen, die Risikomessverfahren und – daraus abgeleitet – die Angemessenheit der Eigenkapitalausstattung des Instituts beurteilen zu können“ (Textziffer 809).
Einen Drei-Säulen-Ansatz verfolgt auch die internationale Versicherungsaufsicht.

### Offenlegungsintervalle
Während die Basler Rahmenvereinbarung für den Regelfall eine halbjährliche Offenlegung empfahl (Textziffer 818), ging das deutsche Recht in der Regel von einem jährlichen Offenlegungsintervall aus. In einzelnen Fällen kann die Bundesanstalt für Finanzdienstleistungsaufsicht (BaFin) eine häufigere als jährliche Offenlegung anordnen, „insbesondere wenn dies aufgrund des Umfangs und der Struktur der Geschäfte sowie der Marktaktivität des Instituts angemessen ist“ (§ 321 SolvV). In jedem Fall hatte die Offenlegung zeitnah zu erfolgen, und zwar nach Maßgabe der (technischen) Verfügbarkeit der Daten sowie in Anlehnung an die externen Rechnungslegungsvorschriften.
Gerade größere und international tätige Institute sind in den letzten Jahren aus Imagegründen und mit Rücksichtnahme auf die krisenbedingt erhöhte Sensibilität des Bankenpublikums dazu übergegangen, die jährliche Offenlegung durch unterjährige Aktualisierungen und Berichterstattungen zu ergänzen. Hinzu kommen die gesetzlichen Implikationen der Bankenkrise, aus denen seit 2011 eine Verschärfung der Offenlegungsanforderungen für bestimmte Portfolios und Forderungsklassen (Verbriefungen) folgte, was mittelfristig auch die Häufigkeit der Offenlegung betraf. Bereits im Basler Rahmenwerk wird für große und international tätige Kreditinstitute und wesentliche Tochtergesellschaften gefordert, „ihre Kernkapital- und Gesamtkapitalkoeffizienten einschließlich ihrer Bestandteile vierteljährlich offen [zu] legen“ (Textziffer 818).

### Anwendungsbereich
Der Anwendungsbereich der Offenlegungsvorschriften wurde im deutschen Recht konkretisiert in § 319 SolvV a.F., wonach die Vorgaben auf Institute, Institutsgruppen und Finanzholding-Gruppen im Sinne des Kreditwesengesetzes (KWG) anzuwenden sind. Bei einer Instituts- oder Finanzholding-Gruppe waren die Offenlegungsvorschriften nur von dem übergeordneten Institut der Gruppe anzuwenden. Die Vorschriften entfielen für Tochterunternehmen eines Instituts oder einer Finanzholding-Gruppe mit Sitz in einem anderen Staat des Europäischen Wirtschaftsraums, soweit im Rahmen einer gruppenbezogenen Berichterstattung regelmäßig Informationen publiziert wurden, die mit den Offenlegungsvorschriften der Solvabilitätsverordnung vergleichbar sind.

### Quantitative und qualitative Offenlegung
Je nach Ansatzwahl des Instituts – Kreditrisiko-Standardansatz (KSA) oder auf internen Ratings basierender Ansatz (IRBA) – und den institutsrelevanten Portfolios und Forderungsklassen schrieb die Solvabilitätsverordnung die quantitative Offenlegung von 20 bis 40 Berichten vor, die sich auf den Anwendungsbereich, die Kapitalstruktur, das Kreditrisiko, derivative Adressenausfallrisiken, Verbriefungen, das Marktrisiko, Beteiligungsinstrumente, operationelle Risiken und Zinsänderungsrisiken beziehen. Ergänzend waren qualitative Offenlegungspflichten vorgeschrieben, die insbesondere die definitorische Eingrenzung der verwendeten Metriken und Begriffe sowie die Darstellung von institutseigenen Ansätzen und Methoden betrafen, so beispielsweise eine Erläuterung des Ansatzes, „nach dem das Institut die Angemessenheit seines internen Kapitals zur Unterlegung der aktuellen und der zukünftigen Aktivitäten beurteilt“ (§ 325 Abs. 1 SolvV a.F.).
Als fachliche Implementierungshilfen wurden den Instituten sogenannte Umsetzungsempfehlungen an die Hand gegeben, die seit 2004 unter Leitung der Bundesbank regelmäßig aktualisiert und veröffentlicht wurden. Tendenziell hatten schon die Bundesbank-Vorgaben zu einer Vereinheitlichung in der institutsübergreifenden Darstellung der Offenlegungsberichte und zur Verkleinerung von gesetzlichen und inhaltlichen Interpretationsspielräumen geführt.
Die Offenlegungsberichte waren gemäß § 320 SolvV a.F. auf der hauseigenen Internetplattform oder einem vergleichbaren Medium gesondert zu publizieren. Die Veröffentlichung ist gemeinsam mit dem Hinweis auf das maßgebliche Veröffentlichungsmedium im elektronischen Bundesanzeiger bekanntzumachen. Von Institutsseite sollte das einmal gewählte Offenlegungsmedium im Sinne der Markttransparenz stetig genutzt werden.
Bei der Berichtdarstellung war zum Schutz des Bankenpublikums pro Offenlegungsbericht eine Rückverfolgung auf Einzelkunden- bzw. Transaktionsebene auszuschließen, das heißt die Offenlegung hatte ausdrücklich unter Wahrung des Wesentlichkeits-, Schutz- und Vertraulichkeitsgrundsatzes nach § 26a des Kreditwesengesetzes (KWG) zu erfolgen. Stattdessen waren die Institute verpflichtet, die qualitative und quantitative Struktur sowie Strukturveränderungen der wesentlichen Portfolios und deren produktbezogene und/oder graphische Verteilung anzuzeigen, wodurch (potentiellen) Investoren, Anlegern, Kunden und Kooperationspartnern eine nachhaltige Einordnung der Vermögens und Ertragslage des Instituts im Zeitablauf ermöglicht werden sollte.
Mit der Verpflichtung zur regelmäßigen Offenlegung waren für die Institute aufgrund der gesetzlich geforderten Informationsgüte und der Notwendigkeit zur Abstimmung mit dem Meldewesen (Bank) sowie der externen Rechnungslegung hohe zusätzliche IT-Aufwendungen verbunden, insbesondere was die standardisierte Erhebung und die Zusammenführung der institutweiten Daten in einem revisionssicheren Data Warehouse anbelangt. Während kleinere (KSA-) Institute die mit der Offenlegung zusammenhängenden Reporting- und Analyseerfordernisse im Wesentlichen fallweise bzw. auf Grundlage unstrukturierter Informationsbeschaffung mit hohem manuellem Aufwand bewerkstelligten, war bei mittleren und großen Instituten und Institutsgruppen der Einsatz von Business-Intelligence-Systemen üblich, um die in der SolvV vorgegebenen Historisierungserfordernisse erfüllen und der Verpflichtung zur zeitnahen Berichterstellung (§ 321 Abs. 2 SolvV a.F.) nachkommen zu können.
Über den mit der Offenlegung für die Institute entstehenden „disziplinarischen“ Effekt hinaus wurden die bis dahin bestehenden handels- und kreditwesengesetzlichen Regelungen zur Publizierung wesentlicher Kenngrößen in Richtung einer stärkeren Markttransparenz deutlich verbessert. Dass die Offenlegung allenfalls einen hinreichenden Schutzmechanismus darstellt und gegebenenfalls einer weiteren Feinjustierung in Richtung einer höheren Frequentierung bedarf, haben die Entwicklungen seit 2007 deutlich gemacht.